# Joseph-Marie Vien
Joseph-Marie Vien, comte de l'Empire (født 18. juni 1716 i Montpellier, død 27. marts 1809) var en fransk maler. Han var den sidste indehaver af posten som Premier peintre du Roi (fra 1789 til 1791). Hans hustru, Marie-Thérèse Reboul, og hans søn, Joseph-Marie Vien den yngre, var også malere.

## Karriere under skiftende forhold
Understøttet af Comte de Caylus blev Vien oplært af Charles-Joseph Natoire og vandt Prix de Rome i 1743. Vien blev derfor pensionær i Rom, for hvis Franske Akademi han senere var direktør fra 1775 til 1781. Han blev 1754 optaget som akademimedlem, blev professor og akademikansler, 1789 kongens "første maler" (hofmaler), og hæderen fortsatte under Napoleon, der gjorde ham til senator, greve og Kommandør af Æreslegionen.

## Betydning som maler og lærer
Han var en flittig og meget dygtig kunstner, der, oplært under rokokoen, vejrede en ny tid og nye kunstkrav. "Antikken" var ikke for ham som for hans fleste samtidige blot en kunst, man omtalte i affable vendinger, i teorien ofte hyldede, men i praksis affandt sig med ved at bruge dens emnekreds; han tog den alvorligt som en kunstens kilde ved siden af naturens (flittig brug af levende model). Vien blev således en overgangsskikkelse og fik gennem sin omfattende lærervirksomhed kunsthistorisk betydning, først og fremmest som lærer for Jacques-Louis David (der til gengæld frelste ham fra guillotinen under den franske revolution). 1755 satte den danske grev Adam Gottlob Moltke sig i forbindelse med Vien for at indkalde ham til Danmark som kongelig maler; Vien afslog tilbuddet, men malede efter bestilling fem dørstykker (Kraft, Visdom m. v.), nu i Christian VII's Palæ på Amalienborg. I Louvre ses Sovende eremit og Saint-Germain og Saint-Vincent, i Musée des beaux-arts de Rouen Den vrede Achilleus, i Musée départemental d'art ancien et contemporain i Épinal Hektor og Andromache. Hans kunst er også repræsenteret i mange andre franske museer. Vien virkede tillige som kobberstikker (32 blade til en tyrkisk maskerade i Rom m.v.). Vien skrev også sin selvbiografi.
Han er begravet i Panthéon i Paris.
Andre vigtige elever af Vien, ud over David, var François-André Vincent, Jean-Antoine-Théodore Giroust, Jean-Baptiste Regnault, Joseph-Benoît Suvée, Jean-Pierre Saint-Ours, François-Guillaume Ménageot og Jean-Joseph Taillasson.